# Transtorno esquizoafetivo
O transtorno esquizoafetivo ou perturbação esquizoafetiva, segundo a CID-10, é usado para definir casos em que há tanto a perda de contato com a realidade típica da esquizofrenia quanto um transtorno afetivo. O transtorno afetivo pode ser predominantemente do tipo maníaco, depressivo ou misto, caracterizando um transtorno bipolar.
O transtorno esquizoafetivo pode ser caracterizada por um ou mais episódios simultâneos ou alternados de transtorno de humor e psicose. A psicose é definida por paranóia, delírios e alucinações. Os indivíduos com o transtorno podem experienciar sintomas psicóticos antes, durante ou (comumente) depois de seus episódios mistos, depressivos ou maníacos.

## Classificações
Ainda há divergências quanto a forma de classificar o esquizoafetivo, então atualmente há 5 modelos de classificação do esquizoafetivo:
1. como subtipo de esquizofrenia;
2. como subtipo de transtorno afetivo;
3. resultante de comorbidade de esquizofrenia e transtorno afetivo;
4. como forma intermediária do modelo unitário de psicose (continuum); e
5. como um terceiro tipo de psicose endógena.

O transtorno esquizoafetivo pertence ao espectro da esquizofrenia e outros transtornos psicóticos propostos pelo workgruoup DSM-5 que também inclui a esquizofrenia, Transtorno de personalidade esquizotípica, transtorno esquizofreniforme, transtorno psicótico breve, transtorno delirante, transtorno psicótico pelo uso de substâncias psicotrópicas assim como todos os transtornos psicóticos ou catatônicos associados com uma condição médica geral, todos os transtornos psicóticos e catatônicos não especificados. Esse espectro de psicose é comparado com o espectro bipolar em transtorno bipolar. Cada transtorno componente desse continuum compartilha sintomas com os outros, e alguns grupos de profissionais ( incluindo o DSM-5 workgroup ) que colocam limites nos diagnóstico podem estar errados. Esses limites são tão rotuladores que podem por isso não garantir sua veracidade.

### Subtipos pelo CID-10
Os sintomas afetivos podem ser característicos de um episódio maníaco, de depressão nervosa ou de ambos (episódio misto), e esses componentes de humor se alternam ou ocorrem em conjunto com distorções na percepção (psicose). A classificação segundo o CID-10 é:
- F25.0 Transtorno esquizoafetivo do tipo maníaco;
- F25.1 Transtorno esquizoafetivo do tipo depressivo;
- F25.2 Transtorno esquizoafetivo do tipo misto.

## Sinais e sintomas
O transtorno esquizoafetivo mais comumente afeta a cognição e as emoções. Distorções na percepção e cognição desordenadas, como por exemplo alucinações auditivas, delírios, paranoia e ou discurso e pensamentos desordenados como disfunção social e ocupacional são sinais típicos. A divisão em tipos depressivo e bipolar é baseada no critério de se o paciente já teve um episódio maníaco, hipomaníaco ou misto alguma vez. Os sintomas geralmente começam no início da idade adulta; sendo que o diagnóstico antes dos 13 anos é raro.
Esses pensamentos anormais podem resultar em comportamentos não usuais pelo indivíduo durante seus períodos sintomáticos. Um exemplo de comportamentos não usuais ocorrendo como resultado de um período da doença em atividade poderia ser por exemplo, o indivíduo mentir compulsivamente ou roubando impulsivamente e escondendo o roubo de sua família ou amigos. O indivíduo pode não racionalmente dar-se conta de suas ações, até o início do tratamento, e pode depois ficar chocado quando perceber o que fez.
Transtornos de ansiedades comórbidos ou co-ocorrentes podem também desempenhar um papel importante na experiência subjetiva do transtorno esquizoafetivo e podem com isso também contribuir para o conteúdo dos pensamentos delirantes. Por exemplo, o indivíduo pode sentir-se ansioso, ter problemas para engolir, e acreditar que forças externas estão controlando suas funções peristálticas. Eles também podem sofrer de fobias que podem também se manifestar como delírios.
Pode haver um declínio no trabalho ou escolar durante os episódios da doença. Como mencionado acima, os indivíduos com transtorno esquizoafetivo podem se fechar socialmente e se tornarem isolados. O indivíduo não tratado pode dormir demais, ou ao contrário não conseguir dormir.
Dificuldades com executar funções podem também ser um problema para os indivíduos esquizoafetivos. Isso pode incluir dificuldades de concentração, atenção, raciocínio lógico e controle de impulsos.
Já que os sintomas da doença são similares aos de outros transtornos com sintomas de humor e psicose prominentes como o transtorno bipolar com traços psicóticos ou mesmo depressão com traços psicóticos, a doença tende a ter um diagnóstico difícil. A doença pode também ser mal-diagnosticada como esquizofrenia, mesmo que episódios com transtorno de humor sejam menos proeminentes ou mesmo ausentes na esquizofrenia quando comparado ao transtorno esquizoafetivo. Dada a dificuldade de distinguir essas diferenças, um diagnóstico acurado e confiável da doença geralmente requer um período maior de observação e tratamento.
Não tratada, o indivíduo com transtorno esquizoafetivo pode sofrer de delírios. Há de ser notificado que delírios no transtorno esquizoafetivo são manifestações de uma psicose ativa e não traços de personalidade, ou seja, eles vão embora quando a psicose é tratada.
Alucinações envolvendo todos os cinco sentidos podem também ocorrer no transtorno esquizoafetivo não tratado ou tratado com doses inferiores ou medicações ineficazes. Ou seja, o indivíduo pode ver, ouvir, cheirar, sentir com o tato ou com o paladar coisas que não estão ali.

## Diagnóstico
Para um diagnóstico de transtorno esquizoafetivo ser validado, de acordo com o critério DSM IV ( mas não de acordo com o critério CID 10) deve haver um período de no mínimo duas semanas sem a alteração de humor e esses sintomas não podem ser induzidos por medicação, uso de substâncias psicoativas ou outra condição médica.
O diagnóstico é baseado no comportamento observado de um indivíduo enquanto doente por um profissional em saúde mental, suas experiências contadas por ele próprio assim como anomalias no comportamento relatadas por seus familiares, amigos e colegas de trabalho para um psiquiatra, enfermeira, psicólogos ou outros profissionais da saúde. Há uma lista de critérios que devem ser observados para que alguém seja diagnosticado com o transtorno. Isso depende tanto da presença quanto da duração dos sinais e sintomas.
Como discutido acima, existem várias doenças psiquiátricas que podem apresentar sintomas psicóticos semelhantes. Nesse grupo estão incluidas o transtorno bipolar com traços psicóticos, depressão maior com traços psicóticos, esquizofrenia, intoxicação pelo uso de substâncias, breve psicose pelo uso de medicamentos e transtorno esquizofreniforme. Esses transtornos precisam ser considerados antes de um diagnóstico firme de transtorno esquizoafetivo.
Um exame psiquiátrico com o histórico da doença deve ser realizado por um médico. Embora não existam teste biológicos que confirmem o transtorno esquizoafetivo, testes devem ser realizados para excluir doenças que podem raramente ser associadas com sintomas psicóticos. Isso inclui exames de sangue que meçam o TSH para excluir hipo ou hipertireoidismo, eletrolitos e serum calcium que podem indicar transtornos metabólicos, exame de sangue completo incluindo ESR que pode apontar infecção sistemática ou doença crônica, e serologia para excluir do diagnóstico infecção por sífilis ou HIV. Duas investigações comumente pedidas são o EEG para excluir a epilepsia e um eletroencefalograma para excluir lesões no cérebro. É importante definir delirium que pode ser distinguida por alucinações visuais, nível flutuante de consciencia e indica uma outra doença.
Os exames de sangue não são repetidos a não ser que haja indicação médica. Isso pode indicar BSL serum se a olanzapina já tenha sido prescrita previamente, função da tireóide se o lítio já houver sido ministrado com intenção de curar o hipotireoidismo, teste de funções hepáticas se a clorpromazina tenha sido indicada, e níveis de CPK para excluir a síndrome neuroléptica maligna.
As pessoas esquizoafetivas são propensas a apresentar comorbidades como transtornos de ansiedade, abuso de substâncias ou algum transtorno de personalidade. Problemas pessoais como desemprego por longos períodos, pobreza e mendicância são comuns. A expectativa de vida média de pessoas com transtorno esquizoafetivo é menor que aqueles que não sofrem da doença devido ao aumento de outros problemas de saúde e um índice de suicídio maior.
O transtorno esquizoafetivo está definido no presente momento conforme o critério de DSM-IV, em algum ponto durante o curso da doença, a psicose deve ocorrer continuamente por pelo menos um período de duas semanas sem os sintomas de transtorno de humor, e os sintomas não devem ser causados pelo uso de substâncias medicamentosas.

### Critério DSM-IV-TR
Os critérios a seguir são os critérios revisados para o diagnóstico de transtorno esquizoafetivo tirados do Diagnostic and Statistical Manual of Mental disorders (DSM-IV-TR).
A. dois (ou mais) dos seguintes sintomas estão presentes na maior parte de um mês (ou um período menor se os sintomas melhorarem com o tratamento):
1. Delírios
2. Alucinações
3. Discurso desorganizado (ex: incoerente) o que uma manifestação formal de desordem de pensamento
4. Comportamento fortemente incoerente (ex: vestir-se inapropriadamente, chorar frequentemente) ou comportamento catatônico
5. Sintomas negativos ex: falta de resposta emocional, perda ou declínio no discurso, perda ou diminuição na motivação, perda na capacidade de sentir prazer, falta de socialização. Os sintomas negativos se referem a sintomas que não estão presentes ou são diminuídos no indivíduo afetado mas são usualmente encontrados em pessoas saudáveis.
Se os delírios são julgados como bizarros, ou as alucinações consistirem em ouvir vozes participando de uma conversa comentando as atitudes do indivíduo ou pode ainda ser o caso de o indivíduo ouvir mais de uma voz conversando, somente esse critério já é suficiente para preencher o critério acima. O critério da desorganização do discurso apenas é suficiente para diagnosticar quando houver substancial prejuízo na comunicação e em algum momento da doença houver dois ou três das seguintes situações:
1. Episódio depressivo maior
2. Episódio maníaco
3. Episódio misto
B. Durante a doença, delírios, alucinações foram presentes pelo mínimo de duas semanas, sem maiores sintomas de humor.
C. Por uma parte substancial de toda a duração de ambos os períodos ativo e residual da doença, critérios para o diagnóstico de um transtorno de humor estão presentes.
D. Sintomas não são causados por uso de drogas, medicações (incluindo antidepressivos ou remédios indutores do sono) ou outro condição médica.

## Epidemiologia
Um estudo identificou a frequência desse transtorno como de aproximadamente 0,3 a 5,7 pessoas por 100.000 habitantes. Porém outro estudo identificou a prevalência como muito maior, sendo estimada em 0,5 a 0,8% na população geral. Em ambos os casos ainda é menos comum do que a esquizofrenia.
Final da adolescência e início da idade adulta são os anos mais comuns para o desencadeamento do transtorno esquizoafetivo, embora haja relatos de seu desencadeamento na infância. Como é um transtorno psiquiátrico mais frequente entre 15 e 30 anos é importante considerar que pode ter ser desencadeado por uso de drogas.
Quanto ao gênero, parece ser mais comum em mulheres, que por sua vez costumam apresentar início da doença mais tardio e predomínio do subtipo depressivo. O subtipo depressivo parece ocorrer mais comumente em pacientes com maior idade, enquanto o subtipo bipolar é mais comum em jovens.

## Causas
Problemas durante a gestação e parto, como falta de nutrição adequada, falta de oxigenação no parto, infecção da mãe por vírus durante a gestação (principalmente o vírus Influenza), histórico familiar de esquizofrenia ou transtorno bipolar, uso de drogas na adolescência (principalmente de maconha) são fatores conhecidos.
A genética parece ser o principal fator em 40 a 70% dos casos de transtorno bipolar e 60 a 85% dos casos de esquizofrenia, com base em amplos estudos de hereditariedade.
Existem evidências de anormalidades no metabolismo da tetrahidrobiopterina (BH4), dopamina e glutamato em pessoas com esquizofrenia e transtorno esquizoafetivo. Indivíduos com transtorno esquizoafetivo têm um prognóstico mais favorável que indivíduos com esquizofrenia, mas menos favorável quando comparado àqueles apenas com transtornos de humor.
Quanto às causas, genética, infância, neurobiologia, processos psicológicos e sociais são fatores contribuidores. Algumas drogas ilícitas (como anfetaminas, metanfetaminas e psicotrópicos) ou mesmo medicamentos poder trazer ou piorar os sintomas.

## Tratamento
O tratamento farmacológico mais eficaz utilizado atualmente é baseado em antipsicóticos atípicos combinado com um estabilizante de humor ou um antidepressivo, ou ambos. Caso os efeitos colaterais estejam causando muito incômodo existem diversas alternativas dentre esses medicamentos que podem causar menos efeito colateral e podem ser substituídos para obterem a melhor reação de cada organismo. Dentre os medicamentos neurolépticos (remédios para diminuir delírios e alucinações e melhorar o humor) mais eficientes, e com menos efeitos colaterais estão:
- Risperidona,
- Olanzapina,
- Clozapina;
- Quetiapina; e
- Ziprasidona.

Medicamentos não-tradicionais foram mais eficientes especialmente na recuperação da capacidade funcional, tiveram menos efeitos colaterais e foram menos abandonados que medicamentos tradicionais como haloperidol. Em combinação com lítio ou valproato tiveram efeito satisfatório no tratamento de sintomas maníacos.
A psicoterapia, terapia vocacional e/ou reabilitação psiquiátrica e social são essenciais para a recuperação. Nos casos em que haja risco para o indivíduo ou outros, hospitalização breve e involuntária pode se fazer necessária. É importante que a família participe do tratamento desde o início. A terapia cognitivo-comportamental procura para auxiliar o indivíduo a definir crenças melhor adaptadas, comportamentos mais produtivos e eficientes e pensamentos mais saudáveis. As pesquisas mostraram melhora significativa desde os primeiros meses.

## Prognóstico
Sem tratamento, os sintomas podem agravar e levar o paciente a cometer suicídio durante um surto. E mesmo medicado o risco ainda é considerável, ressaltando a importância da participação da família no tratamento e de acompanhamento psicológico e social.
Com tratamento, muitos indivíduos com transtorno esquizoafetivo podem recuperar a maior parte ou completamente sua capacidade social, produtiva e funcional.
As taxas de recuperação são bastante variáveis dependendo do tratamento (entre 29-83%) e cerca de 20 a 30% dos pacientes apresenta curso deteriorante com persistência de sintomas psicóticos. Os fatores que favorecem um tratamento bem sucedido são:
- Funcionamento social e profissional/escolar satisfatório antes do transtorno aparecer;
- Transtorno perceptível (ao invés de sutil);
- Menor tempo de prejuízo;
- Causas psicossociais importantes (ao invés de predominantemente genético);
- Início tardio (após os 21 anos);
- Predomínio de sintomas afetivos (ao invés de psicóticos);
- Recuperação entre os episódios;
- Ausência de histórico familiar de psicose.

De forma geral os fatores de bom prognóstico são semelhantes ao de outros transtornos psicóticos, mas com melhor chance de recuperação.